# Supercupa Cehiei

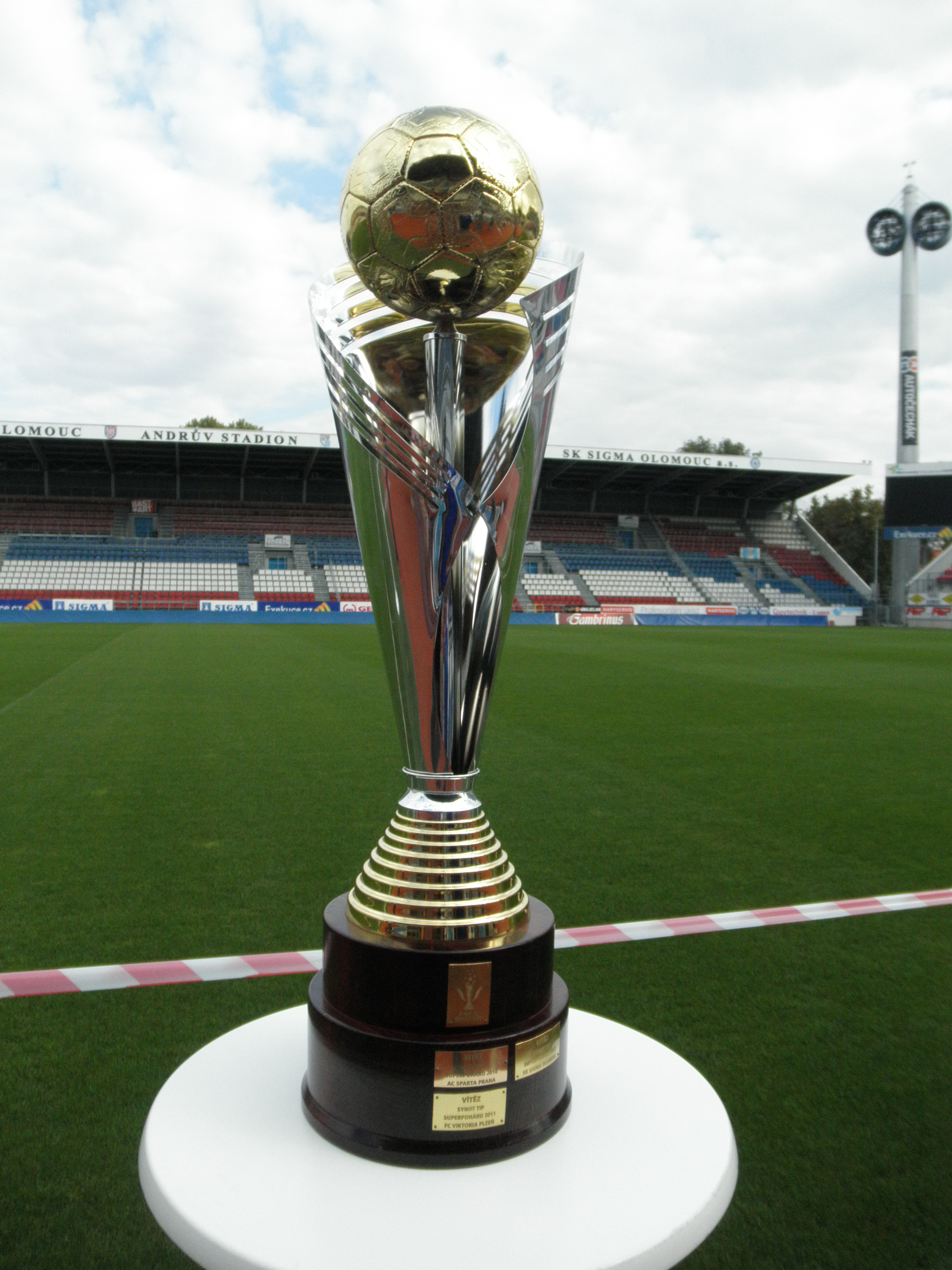
Trofeul Supercupei Cehiei

Supercupa Cehiei (cehă Český Superpohár) a fost o competiție fotbalistică de supercupă disputată anual în Cehia între campioana din Gambrinus liga și câștigătoarea Cupei Cehiei, fiind organizată de Asociația Cehă de Fotbal începând cu 8 iulie 2010. A fost sponsorizată de Synot Tip și a fost cunoscută oficial ca Synot Tip Supercup. Supercupa Cehiei a fost întreruptă în 2015 și înlocuită de Supercupa Cehoslovacă începând cu 2017.
Meciul supercupei se desfășura pe stadionul echipei campioană.

## Edițiile
| An   | Campioana Gambrinus liga | Rezultat    | Câștigătoarea Cupei Cehiei |
| ---- | ------------------------ | ----------- | -------------------------- |
| 2010 | AC Sparta Praga          | 1–0         | FC Viktoria Plzeň          |
| 2011 | FC Viktoria Plzeň        | 1–1 4–2 pen | FK Mladá Boleslav          |
| 2012 | FC Slovan Liberec        | 0–2         | SK Sigma Olomouc           |
| 2013 | FC Viktoria Plzeň        | 2–3         | FK Jablonec                |

## Performanță după club
| Club              | Titluri | Finale | Anii câștigători | Anii pierdanți |
| ----------------- | ------- | ------ | ---------------- | -------------- |
| FC Viktoria Plzeň | 1       | 2      | 2011             | 2010, 2013     |
| AC Sparta Praga   | 1       | 0      | 2010             | –              |
| SK Sigma Olomouc  | 1       | 0      | 2012             | –              |
| FK Jablonec       | 1       | 0      | 2013             | –              |
| FK Mladá Boleslav | 0       | 1      | –                | 2011           |
| FC Slovan Liberec | 0       | 1      | –                | 2012           |